# جورجو بیانکی
جورجو بیانکی (ایتالیایی: Giorgio Bianchi؛ ۱۸ فوریه ۱۹۰۴ – ۹ فوریه ۱۹۶۷) یک کارگردان اهل ایتالیا بود. 
از فیلم‌ها یا برنامه‌های تلویزیونی که وی در آن نقش داشته است می‌توان به رستاخیز و قلب‌ها در دریا اشاره کرد.